# Mesoxylion perarmatus
Mesoxylion perarmatus är en skalbaggsart som först beskrevs av Pierre Lesne 1901.  Mesoxylion perarmatus ingår i släktet Mesoxylion och familjen kapuschongbaggar. Inga underarter finns listade i Catalogue of Life.